# Карташов, Евгений Григорьевич
Евгений Григорьевич Карташо́в (род. 1 января 1942, Сталинская область) — украинский чиновник и государственный деятель, городской голова города Запорожье в 2003—2010 годах. Глава Запорожской областной государственной администрации (1999, 2001—2003). Посол Украины в Казахстане (2000—2001). Народный депутат Верховной рады Украины седьмого созыва (2012—2014).

## Биография
Родился 1 января 1942 года на руднике Щегловский Макеевского района Сталинской области. В том же году семейство переехало в село Терсянка Запорожской области. Отец Григорий Андреевич (1901—1944); мать Нина Васильевна (1915—1979). После сельской семилетней школы Евгений окончил Запорожский гидротехникум (1955—1959).
В 1959—1961 годах — слесарь, помощник машиниста экскаватора, механик, старший инженер управления механизированных работ треста «Запорожалюминстрой». В 1961—1963 годах служил в ракетных войсках СССР. После армии в 1964 году поступил в Запорожский машиностроительный институт на автомобильный факультет и окончил его с отличием в 1969 году по специальности «инженер-механик».

## Комсомольская, партийная работа
- 1969—1972 — инструктор, заместитель заведующего, заведующий отдела пропаганды и культурно-массовой работы Запорожского обкома ЛКСМУ.
- 1972—1980 — инструктор, заместитель заведующего — заведующий сектора массово-политической работы отдела организационно-партийной работы отдела пропаганды и агитации Запорожского обкома Коммунистической партии Украины.
- В 1979 году окончил Высшую партийную школу при ЦК КПУ (поступив в 1976), а в 1983 — Академию общественных наук при ЦК КПСС (поступив в 1980)[2].
- 1983—1984 — консультант-методист дома политобразования, инструктор отдела организационно-партийной работы Запорожского обкома КПУ.
- 1984—1985 — заведующий сектором массово-политической работы отдела пропаганды и агитации Запорожского обкома КПУ.
- 1985—1987 — первый секретарь Орджоникидзевского райкома КПУ г. Запорожья.
- 1987—1990 — заведующий отделом пропаганды и агитации, заведующий идеологическим отделом Запорожского обкома КПУ.
- 1990—1992 — заведующий главы исполкома Запорожского областного совета народных депутатов по гуманитарным вопросам. Принимал участие в организации торжеств, посвящённых 500-летию казачества[4].
- 1992 — заместитель главы Запорожской областной государственной администрации.
- 1992—1997 — заместитель генерального директора — директор внешнеэкономической фирмы комбината «Запорожсталь».
- 1997—1999 — заместитель главы правления комбината «Запорожсталь» по вопросам внешнеэкономической деятельности — директор внешнеторговой фирмы.

В 1998 году неудачно пытался стать депутатом облсовета.
В 1999 году был сопредседателем «Совета украинских производителей и экспортеров чёрных металлов» и вошёл в состав новообразованного «Совета экспортёров» (существовал до 2003 года).

## Посол в Казахстане, глава Запорожской областной государственной администрации
С января по ноябрь 1999 года возглавлял Запорожскую областную государственную администрацию. Вероятно назначение Карташова стало возможным при участии руководителя «Укрспецэкспорта» Валерия Малева (в прошлом — последнего первого секретаря Запорожского обкома), с которым у Евгения Григорьевича сохранились дружеские отношения. Карташов был снят с поста губернатора сразу же после президентских выборов, что связывалось с тем, что по области коммунист Пётр Симоненко набрал голосов больше, чем Леонид Кучма.
С января 2000 по март 2001 года — Чрезвычайный и Полномочный Посол Украины в Республике Казахстан. За год работы в Астане посла товарооборот между Украиной и Казахстаном увеличился в два с половиной раза. Среди знаковых проектов — комбайн «НАН» в Казахстане, сеть «Казахойл» — в Укрaине, совместный украино-российско-казахстанский проект «Днепр». Министр иностранных дел Украины Анатолий Зленко высоко оценил качества Карташова как посла.
26 марта 2001 года указом президента Украины назначен главой Запорожской областной государственной администрации. Нового главу в области Президент Леонид Кучма представлял лично. Считается, что назначение Карташова было инициировано группой директоров крупных промышленных предприятий, которые были заинтересованы в попытке сохранить статус удельных княжеств, застрахованных от любого посягательства извне, что не гарантировалось при предыдущем главе области В. Куратченко.
Считается, что Е. Карташов (вместе с городским головой А. Поляком) причастен к закрытию в марте 2002 года телеканала Хортица, который критиковал городского голову А. Поляка. Карташов и Поляк в 2002 году реанимировали идею строительства мостов через Хортицу. По инициативе обладминистрации, которую возглавлял Евгений Карташов, ректор ЗНУ В. Толок был отстранен от председательства в областном совете ректоров. Карташов был инициатором областной программы борьбы с бедностью на 2001—2005 гг. которая закончилась провалом. Протеже Карташова Валерий Черкаска стал и. о. главы Запорожской области.
Среди прочего, встречался с Виктором Черномырдиным по вопросам помощи промышленному региону, инвестициях; организовал выездную коллегию шести министерств посвящённую возрождению промышленного комплекса города Мелитополя. Предлагал провести в области эксперимент и ввести в 2003 году «единый налог» вместо НДС и отчислений на прибыль.
Входил в состав оргкомитета по празднованию 70-летия Днепрогэса.
По результатам проверки области в ноябре 2002 году за серьёзные упущения Карташову был вынесен выговор указом президента Украины Л. Кучмы.
Осенью 2002 года трудовые коллективы Мелитополя предлагали Карташову выдвинуться депутатом по 82-му округу, однако Карташов отказался.

## Городской голова
В 2003 году после смерти в феврале городского головы Александра Поляка, Карташов был избран городским главой Запорожья, набрав голосов больше, чем все его конкуренты вместе взятые. За него проголосовали 137 тыс. избирателей (более 49 % общего количества принимавших участие в голосовании). Значительно меньше голосов набрали два главных конкурента Карташова — бизнесмен Владимир Кальцев (27 %) и народный депутат от фракции «Наша Украина» Пётр Сабашук (12,5 %). Остальные 20 кандидатов совместно набрали менее 5 % голосов избирателей. По данным городской избирательной комиссии, в выборах приняли участие 44 % от общего количества избирателей. После избрания Карташов заявил о желании совместить должности главы города и главы области, однако закон данного совмещения не позволял, поэтому была принята отставка Карташова как главы области. Карташов сохранил контроль над положением дел в области, пролоббировав кандидатуру своего преемника — им стал Владимир Березовский, который до того не без поддержки Карташова был избран главой областного совета. Считается, что вопрос об участии Карташова в выборах городского головы был положительно решён Президентом Леонидом Кучмой.
В 2003 году Карташов стоял у истоков создания областной организации Партии регионов, в 2004 году был инициатором проведения в Запорожье съезда Партии Регионов (где выдвигался кандидат в президенты Украины). В том же году принял участие в съезде в Северодонецке.
В 2006 году — избран городским головой повторно набрав 30,51 % голосов с разницей 6 % от кандидата от Партии регионов Владимира Кальцева. После выборов в городской совет состоялась «война» между фракцией Партии регионов в городском совете и городского головы. Конфликт Карташова с Борисом Петровым привёл к тому, что решением городской партконференции от 21 октября 2006 года Евгений Карташов был исключён из партии. После визита в Киев городской голова заручился поддержкой председателя партии Виктора Януковича и решением Политсовета был восстановлен в рядах ПР, однако повторно решением совета той же городской партийной организации Евгений Карташов был исключён из партии 13 ноября.
В октябре 2006 года Карташов как городской голова Запорожья обратился в прокуратуру с просьбой дать правовую оценку легитимности двух решений горсовета об отставке исполкома горсовета, принятых на сессии 18 октября. После более 7 часов дебатов городской голова заявил о закрытии сессии и покинул зал. С ним ушли ещё 30 депутатов, а в сессионном зале выключили свет. Оставшиеся в зале депутаты продолжили сессию под руководством секретаря горсовета Юрия Каптюха (Партия регионов) и проголосовали за отставку исполкома и замов городского головы. Последняя сессия горсовета Запорожья прошла под председательством секретаря горсовета Юрия Каптюха, так как городской голова Евгений Карташов не явился на заседание
Во время поездки в Запорожье президента Украины Виктора Ющенко в 2005 году, он публично назвал Евгения Карташова «паханом», что не помешало Ющенко наградить Карташова орденом «За заслуги» высшей степени в 2009 году. Также нелицеприятно в 2009 году выражался о Карташове и Виктор Янукович.
За время работы Карташова городским головой был обновлён центральный проспект города, выполнена транспортная развязка на Южном жилмассиве, расширено Космическое шоссе и улицу Плотинную.

## Участие в государственных и негосударственных организациях
В 2001 году был включён в состав Национального Совета по согласованию деятельности общегосударственных и региональных органов и местного самоуправления.
С 2006 года — вице-президент Ассоциации городов Украины.
В 2008 году входил в состав делегации Украины в Конгрессе местных и региональных властей Совета Европы.
В 2008—2010 годах входил в состав Национального совета по вопросам взаимодействия органов государственной власти и органов местного самоуправления.

## Вынужденный уход с поста городского головы, депутат городского совета
22 сентября 2010 года (приблизительно за месяц до окончания срока) Евгений Карташов был вынужден подать заявление об уходе. Внеочередная сессия горсовета, состоявшаяся 24 сентября приняла отставку Карташова. «За» проголосовало 66 депутатов, «против» — 7, трое воздержались. После этого была принята ещё и отставка секретаря горсовета (становившимся и. о. городского головы) Юрия Каптюха, и на пост секретаря горсовета был избран Владимир Кальцев. На выборах 31 октября 2010 года Карташов возглавил список коммунистов в городской совет. Став депутатом, он являлся членом постоянной комиссии по вопросам социального и экономического развития, бюджета и финансов.
В апреле 2011 года Карташов возглавил наблюдательный совет Запорожского огнеупорного завода.
Первый секретарь Запорожского обкома Компартии Украины Алексей Бабурин в июле 2012 года заявил, что Карташов «ещё в прошлом году дал согласие выдвигаться от Компартии Украины по одному из мажоритарных округов», однако позже Карташов решил идти самовыдвиженцем.
В 2012 году Евгений Григорьевич написал заявление с просьбой снова принять его в Партию регионов и уже 20 июля 2012 года на заседании совета городской организации ПР, при поддержке нового губернатора Александра Пеклушенко, Карташов был восстановлен в партии с возвратом партбилета с тем же номером, что и ранее.
Согласно социологическому опросу, проведённому в июне 2012 года и посвящённому парламентским выборам 2012 года, Е. Карташов в округе № 76 мог набрать не менее 21—23 %.

## Депутат Верховной рады Украины
| Кандидат        | Партия          | Процент голосов | Количество проголосовавших |
| --------------- | --------------- | --------------- | -------------------------- |
| Е. Г. Карташов  | Партия регионов | 31.59           | 28 851                     |
| С. В. Пшигоцкий | КПУ             | 21.21           | 19 373                     |
| В. И. Варецкий  | УДАР            | 15.31           | 13 983                     |
| А. Ф. Варданян  | Батькивщина     | 14.11           | 12 894                     |
| И. И. Лех       | самовыдвиженец  | 5.70            | 5 211                      |

В 2012 году победил по мажоритарному округу № 76 на выборах в Верховную раду Украины. Доверенными лицами кандидата были Н. Г. Завгородняя, С. О. Рыбальченко, С. И. Скороход. Согласно декларации, поданной кандидатом, общий доход Карташова за 2011 год составил около 550 тысяч гривен. Среди прочего, в предвыборной программе, выступает за усиление роли профсоюзов. По округу № 76 победил девять соперников набрав 31,59 % (28 851 чел.).
28 октября 2012 г. избран депутатом Верховной Рады Украины по 76-му избирательному округу. С момента избрания представлял фракцию Партии регионов. Вышел из фракции 23 февраля 2014 года, но вернулся в неё 3 марта 2014 года.
Председатель подкомитета по вопросам местного самоуправления, член депутатских групп по межпарламентским связям с Польшей, Словенией, Канадой, Казахстаном, Китаем, Индонезией. Участвовал в представлении в Верховную Раду 69 законопроектов, 10 из которых были приняты. Из 3722 голосований отсутствовал на 317 (что составляет 8,5 %); находясь в зале Верховной Рады участвовал в 66 % голосований и не голосовал в 34 %.
Баллотировался как самовыдвиженец в народные депутаты Украины на внеочередных выборах 2014 по округу № 76, однако занял второе место проиграв Николаю Фролову.

## Учёные звания, преподавательская работа
Евгений Карташов — кандидат философских наук (1983, защитив диссертацию по теме «Взаимодействие сознания и самосознания личности»), действительный член Транспортной академии Украины. В 2011 г. в рамках международного семинара, проведённого по инициативе Запорожского института экономики и информационных технологий Евгению Карташову был вручён аттестат о присвоении учёного звания профессор кафедры «Экономика предприятий». В 2016 году в Академии муниципального управления должна была состояться защита диссертационной работы Карташова «Формирование и развитие механизмов государственного управления устойчивостью региональных эколого-экономических систем» на соискание звания доктора наук по государственному управлению. Заведующий кафедры управления проектами и общепрофессиональных дисциплин Университета менеджмента образования НАПН Украины. Научный руководитель кандидата наук А. Константинова (2017).

## Награды и звания
Государственный служащий первого ранга (1999).
Является кавалером всех трёх степеней украинского ордена «За заслуги»:
Орденом «За заслуги» третьей степени награждён в 2000-м году Леонидом Кучмой за «значительный личный вклад в деле упрочнения международного авторитета Украины».
Орденом «За заслуги» второй степени награждён в 2002-м году Леонидом Кучмой за «значительный личный вклад в деле государственного строительства, социально-экономического развития Запорожской области».
Орденом «За заслуги» первой степени награждён в 2009-м году Виктором Ющенко за «значительный личный вклад в деле социально-экономического и культурного развития Запорожской области, значительные достижения в труде и в честь 70-й годовщины создания Запорожской области».
Награждён медалью «За трудовую доблесть» (1977), серебряной медалью «10 лет независимости Украины» ІІ степени (2001), медалью «Успение Пресвятой Богородицы». За вклад в улучшение межконфессиональных отношений в Республике Казахстан Евгений Карташов был награждён медалью Центрально-азиатского форума «Диалог конфессий — Алма-атинская декларация». Награждён дипломом «Народный посол Украины», Почётной грамотой Кабинета министров Украины (2004), Почётной грамотой Центральной избирательной комиссии (2006).
Евгений Карташов — обладатель премии «Прометей-Престиж» в номинации «Региональный лидер года» (2002), лауреат звания «Человек чести и обязанности» всеукраинской акции «Лидер народного доверия», победитель национальной программы «Человек года-2005» в номинации «Лучший городской глава». Почётный гражданин города Запорожье (2008). Награждён «Орденом почёта» исполкома Запорожского горсовета; медалью «За развитие Запорожского края», орденом «За заслуги перед Запорожским краем» (III степени).
Именем Евгения Карташова названа главная улица его родного села Терсянка.
Евгений Карташов в 2010 году награждён золотой статуэткой за весомый вклад в дело развития азербайджанско-украинских отношений.

## Личная жизнь
Жена — Карташова (Романчук) Галина Алексеевна (род. 1945), патентовед, начальник отдела кадров адвокатской конторы «Солдатенко, Сытник и партнёры». В семье Карташовых двое сыновей — Сергей (род. 1967), Андрей (род. 1972) и дочь Светлана (род. 1972). Евгений Карташов являлся главой областной федерации авиационных видов спорта, занимается «моржеванием».